# Купаев, Алексей Трофимович
Алексей Трофимович Купаев (30 марта 1901, д. Пески, Валуйский уезд, Воронежская губерния, Российская империя — 8 ноября 1974, Алма-Ата, Казахская ССР, СССР) — советский партийный и государственный деятель, первый секретарь Акмолинского (1941—1944) и первый секретарь Кокчетавского (1944—1949) обкомов КП(б) Казахстана.

## Биография
С 1920 г. в Красной Армии, позже в военной прокуратуре, затем — помощник мастера и председатель заводского комитета на Армавирском текстильном комбинате.
В 1931—1936 гг. — директор фабрики тканей в Ростове, в 1936—1938 гг. учился в Московской промышленной академии им. Молотова, в 1938 г. — заведующий отделом советской торговли Карагандинского областного комитета КП(б) Казахстана, в 1938—1941 гг. — второй секретарь Западно-Казахстанского областного комитета КП(б) Казахстана.
В 1941—1944 гг. — первый секретарь Акмолинского областного комитета КП(б) Казахстана, с 1944 по 1949 гг. — первый секретарь Кокчетавского областного комитета КП(б) Казахстана.
В 1949—1954 гг. — директор суконной фабрики в Алма-Ате, в 1954—1955 гг. — начальник Казглавтекстильшвейпрома, в 1955 г. — заместитель министра промышленности товаров широкого спроса Казахской ССР, в 1955—1956 гг. — заместитель министра текстильной промышленности Казахской ССР, в 1956—1957 гг. — первый заместитель министра легкой промышленности Казахской ССР, в 1957—1961 гг. — начальник управления легкой и пищевой промышленности Алма-Атинского совнархоза.
Депутат Верховного Совета СССР 2-го созыва.
С 1961 г. на пенсии.

## Награды и звания
Награжден двумя орденами Ленина (05.11.1940, ...) и орденом Трудового Красного Знамени.